# 김복문 로마자 표기법
김복문식 로마자 표기법(金福文式 로마字 表記法)은 ‘한국어 영어식 표기학회’의 회장인 김복문(金福文) 교수가 개발한, 한국어의 로마자 표기법이다. 기존의 많은 안(案)과 달리 철저히 영어의 발음을 기준으로 만든 모의 발음 부호법이다.

## 표기 원칙
소리나는 대로 쓰는 것을 원칙으로 한다.

### 모음
| ㅏ | ㅑ  | ㅓ     | ㅕ       | ㅗ     | ㅛ       | ㅠ       | ㅜ2      | ㅡ         | ㅣ3      |    |
| -- | --- | ------ | -------- | ------ | -------- | -------- | -------- | ---------- | -------- | -- |
| ah | yah | ur     | yur      | oh(o-) | yoh(yo-) | yoo      | oo       | uh(u-)     | ee(i-)   |    |
| ㅐ | ㅒ  | ㅔ     | ㅖ       | ㅘ     | ㅙ       | ㅚ       | ㅝ       | ㅞ         | ㅟ       | ㅢ |
| ae | yae | eh(e-) | yeh(ye-) | wah    | wae      | weh(we-) | woh(wo-) | ooeh(ooe-) | wee(wi-) | ui |

1. 괄호가 있는 항목의 경우, 괄호 바깥의 표기는 해당 음절에 받침이 없을 때, 괄호 안의 표기법은 받침이 있을 때(- 부분이 받침)의 표기이다.
2. '우'나 '우'로 시작되는 음절(예: 우, 욱, 운 등)의 경우 woo와 같이 w를 삽입하는 방법도 제안되고 있다.
3. '이'나 '이'로 시작되는 음절(예: 이, 익, 인 등)의 경우 yee와 같이 y를 삽입하는 방법도 제안되고 있다.

### 자음
|      |                                               | ㄱ   | ㅋ       | ㄲ | ㄷ | ㅌ | ㄸ  | ㅂ  | ㅍ  | ㅃ  | ㅈ  | ㅊ  | ㅉ  | ㅅ  | ㅆ  |
| ---- | --------------------------------------------- | ---- | -------- | -- | -- | -- | --- | --- | --- | --- | --- | --- | --- | --- | --- |
| 초성 | 초성                                          | g    | k        | kk | d  | t  | tt  | b   | p   | pp  | j   | ch  | tj  | s1  | ts  |
| 종성 | 종성 다음이 바로 모음일 때 (ㅇ으로 시작할 때) | g    | k        | kk | d  | t  | (-) | b   | p   | (-) | j   | ch  | (-) | s1  | ts  |
| 종성 | 종성으로 끝나거나, 다음이 자음일 때           | k    | k        | k  | t  | t  | (-) | p   | p   | (-) | t   | t   | (-) | t   | t   |
|      |                                               |      |          |    |    |    |     |     |     |     |     |     |     |     |     |
|      |                                               | ㅎ   | ㅇ(받침) | ㄴ | ㄹ | ㅁ | ㄳ  | ㄵ  | ㄶ  | ㄺ  | ㄼ  | ㄻ  | ㄿ  | ㅀ  | ㅄ  |
| 초성 | 초성                                          | h    | (-)      | n  | r2 | m  | (-) | (-) | (-) | (-) | (-) | (-) | (-) | (-) | (-) |
| 종성 | 종성 다음이 바로 모음일 때 (ㅇ으로 시작할 때) | (-)3 | ng-      | n  | r  | m  | ks  | nj  | nh  | lg  | lb  | lm  | lp  | lh  | ps  |
| 종성 | 종성으로 끝나거나, 다음이 자음일 때           | t    | ng       | n  | l  | m  | k   | n   | n   | k   | p   | m   | p   | l   | p   |

1. ㅅ의 표기는 구개음화를 반영하지 않는 것을 원칙으로 하여 see(시), sya(샤)와 같이 적는다(성씨는 예외. 아래 '#성씨의 표기' 섹션 참조).
2. ㄹㄹ(종성 ㄹ+초성 ㄹ)의 경우 ll로 적는다.
3. 본래 김복문 교수가 제시한 표에는 'H'(즉 h)로 돼 있다. 그러나 실제로 국어에서 ㅎ 종성 뒤에 모음이 오는 경우(예: 좋아)에는 ㅎ이 발음되지 않는다. 따라서 원래 표는 오류로 보아 여기서는 그 자리에 아무 기호도 표기하지 않았다.

### 성씨의 표기
성씨의 표기는 상기 원칙을 따르되 몇 가지 짚고 넘어가야 할 점들이 있으니, 그것은 다음과 같다.
1. 영어에서 g는 e, i, y 앞에 오면 한국어 ㅈ과 비슷한 발음으로 바뀌는 경향이 있다. 이것을 방지하기 위해 기(奇)·길(吉)·김(金)씨는 각각 Kee, Kil, Kim으로 적는다.
2. 두음 법칙에 따라 실제 한자 자음과 달리 발음되는 경우(예: 李리→이)는 변한 소리(두음)대로 표기하는 게 원칙이다. 이때 '이'씨는 Yee로 적는다.
3. 김복문 교수가 제시한 표에서는 '임'(任·林)씨는 각각 Im, Yim으로 달리 적는 것을 권고하고 있다. '林'은 두음법칙의 영향을 받았기 때문인 것으로 짐작된다. 그러나 '이'씨의 경우 두음법칙과 상관 없이 李·伊·異 모두 Yee로 적고 있다.
4. 신(辛·愼·申)은 Sin으로 적을 수 있지만, 영어에서 Sin이 '죄(罪)'라는 의미가 있어 부정적으로 받아들여질 수가 있다. 그게 싫다면 Shin으로 적을 수 있다.
5. '우'나 '우'로 시작되는 성씨(예: 우, 욱)는 Oo로 적을 수도 있고 Woo로 적을 수도 있다.
6. 노(盧·魯)는 No로 적지만 영어서 No가 금지라는 염세적 의미여서 꺼리면 Ro로 적어도 된다.

## 참고 문헌
- 《국어의 영어식(로마자) 표기법》(김복문 저, 무역출판사 간행, 2002년 1월 25일 초판 제2인쇄본)